# Kerman (provincie)
Kerman (Perzisch: استان کرمان, Ostān-e Kermān) is een van de 31 provincies van Iran. De provincie is gelegen in het zuidoosten van het land en de oppervlakte beslaat 180.700 km². Sinds 2015 levert ze een bijdrage aan het Werelderfgoed. De hoofdstad van deze provincie is Kermān.
Andere steden zijn:
- Baft
- Bardseer
- Bam
- Jiroft
- Rafsanjan
- Zarand
- Sirjan
- Shahr-e-Babak
- Mahan
- Kahnooj

## Afkomstig uit Kerman
- Ali Akbar Hashemi Rafsanjani, president van Iran

Alborz · Ardebil · Oost-Azerbeidzjan · West-Azerbeidzjan · Bushehr · Chahar Mahaal en Bakhtiari · Fars · Gilan · Golestan · Hamadan · Hormozgan · Ilam · Isfahan · Kerman · Kermanshah · Noord-Khorasan · Razavi-Khorasan · Zuid-Khorasan · Khoezistan · Kohgiluyeh en Boyer Ahmad · Kordestan · Lorestan · Markazi · Mazandaran · Qazvin · Qom · Semnan · Sistan en Beloetsjistan · Teheran · Yazd · Zanjan